# Проектиране и разработка на мултимедия
Проектирането и разработката на мултимедия описва процеса на планирането и разработването на компютърен софтуер, при който в един продукт по подходящ начин са обединени аудио-видео, текст и анимация.
Отделните медии – текст, графика, анимация, звук, реч, видео, 3-D виртуална реалност, се разглеждат с тяхната специфика, технологии за реализация, средства за създаване и файлови формати.

## Сродни понятия
- електронна медия (electronic media)

## Основни принципи
Мултимедията представлява представяне на информация, посредством едновременното използване на текст, аудио, видео и т.н.
Основните въпроси, на които трябва да се отговори при започване на проектирането и разработката на мултимедия, са:
- Какво би трябвало да бъде включено?
- Кои са съществените инструменти и принципи?
- Кога какво съдържание е подходящо?
- Откъде можем да получим помощ?

Проектирането и развитието на мултимедия може да се раздели на три етапа: Идея, дизайн, създаване.

## Идея
Идея – ясната представа за крайния продукт е много важна, тъй като промяната на идеята в някои от следващите етапи може да отнеме много време и средства. Основните въпроси на този етап са:
- За какво ще става дума?
- Как ще се казва?
- Кой ще е потребителят?
- Какво искаме да предоставим на потребителя?
- Какво ще заинтригува потребителя? – т.е. насърчаване на откривателския дух.

## Дизайн
Дизайн – елементите на дизайна трябва да бъдат достъпни и интуитивни. Основните моменти при този етап са:
- скициране на съдържанието;
- избор на спецификации (тип на медията, формат, стандарти и т.н.);
- създаване на диаграма с отделните части;
- организиране на навигацията (менюта и т.н.);
- избор на формат за справка/търсене;
- създаване на икони и етикети;
- избор на потребителски инструменти, устройства за посочване и т.н.

## Създаване
Създаване – времето за създаване зависи от хармонизирането на предходните два етапа посредством съгласуване и използване на подходящи ресурси, компетентност и време за разработка. Също така важно е ключовите етапи при разработката да бъдат предварително планирани. Основните ръководни принципи са продиктувани от това как да бъде създадена медията за нашите цели.
За създаване на мултимедийни приложения се ползват следните технологии:
- Поточни медии
- Звук
- Flash

Мултимедийните продукти могат да се използват за вграждане в по-сложни приложения и със следните програмни езици:
- Java
- Javascript
- DHTML